# Bonansa (kommunhuvudort)
Bonansa är en kommunhuvudort i Spanien.   Den ligger i provinsen Provincia de Huesca och regionen Aragonien, i den nordöstra delen av landet, 400 km nordost om huvudstaden Madrid. Bonansa ligger 1 244 meter över havet och antalet invånare är 106.
Terrängen runt Bonansa är kuperad åt sydväst, men åt nordost är den bergig. Runt Bonansa är det glesbefolkat, med 14 invånare per kvadratkilometer. Närmaste större samhälle är Montanui, 4,8 km nordost om Bonansa. I omgivningarna runt Bonansa växer i huvudsak barrskog.